# Nimbochromis
Nimbochromis Eccles & Trewavas, 1989 è un genere comprendente 5 specie di pesci d'acqua dolce, appartenente alla famiglia dei Ciclidi.

## Distribuzione e habitat
Tutti i Nimbochromis sono endemici delle sponde rocciose del lago Malawi.

## Descrizione
Possiedono un corpo allungato, compresso ai fianchi, dal profilo ovaloide, con grande bocca e labbra carnose.
Le pinne sono arrotondate, la pinna caudale è a delta, leggermente bilobata. 
La livrea è differente da specie a specie. 

Le dimensioni si attestano sui 25 cm per ogni specie.

## Riproduzione
Dopo la fecondazione delle uova la femmina le conserva tutte in bocca e prosegue con queste cure parentali anche dopo la schiusa, continuando ad offrire rifugio agli avannotti fino a quando le dimensioni lo consentono.

## Alimentazione

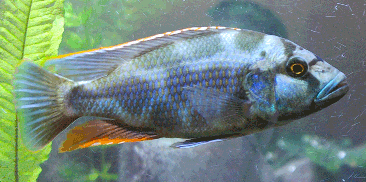
Un esemplare maschile di Nimbochromis livingstonii

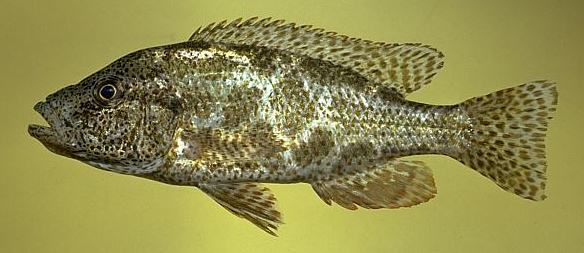
Un esemplare giovanile di Nimbochromis polystigma

Si nutrono prevalentemente di avannotti e piccoli pesci.

## Pesca
Ad eccezione di Nimbochromis polystigma, tutte le altre specie di Nimbochromis sono pescate dagli abitanti dei luoghi d'origine per l'alimentazione.

## Acquariofilia
Tutte le specie di Nimbochromis sono commercializzate per l'allevamento in acquario dagli appassionati di ciclidi.

## Specie
- Nimbochromis fuscotaeniatus
- Nimbochromis linni
- Nimbochromis livingstonii
- Nimbochromis polystigma
- Nimbochromis venustus